# Candy Box
Candy Box é um jogo de navegador RPG que emprega arte ASCII, e é um exemplo do gênero jogo incremental.

## Desenvolvimento
O jogo foi desenvolvido em um período de dois meses pelo desenvolvedor indie "aniwey", um estudante de 19 anos de Caen, França, e lançado em abril de 2013. Uma sequência foi lançada em 24 de outubro do mesmo ano.

## Jogabilidade
O jogo é fundamentalmente sobre adquirir o máximo de doces possível. De início, os jogadores recebem um doce por segundo, mas essa quantidade vai aumentando conforme o jogador progride.  A jogabilidade parece bem esparsa inicialmente, mas opções vão aparecendo conforme o jogador realizar ações. Por exemplo, doces podem ser comidos ou usados para comprar itens. Após liberar mapas, o jogador pode também cumprir missões e matar diversos tipos de criaturas para ganhar doces e diversos itens como recompensa, que vão para o seu inventário. Ao ganhar itens novos que aumentem os atributos do jogador ou/e lhe deem novas habilidades, o jogador é capaz de passar por certos obstáculos e continuar a progredir sua exploração pelo mapa, que muitas vezes exige que o jogador utilize determinados poderes ou derrote certos inimigos para desbloquear novos lugares. Dessa maneira, o jogo que inicialmente se comporta como um idle game comum acaba se transformando numa espécie de RPG.